# Heinrich LII. Reuß zu Köstritz
Graf Heinrich LII. Reuß zu Köstritz (* 21. September 1763 in Köstritz; † 23. Februar 1851 in München) war ein bayerischer General der Infanterie und Kommandeur des Militär-Max-Joseph-Ordens.

## Leben
Heinrich LII. war der Sohn des Grafen Heinrich XXIII. Reuß zu Schleiz-Köstritz (1722–1787) und dessen Gemahlin Ernestine, geborene Gräfin von Schönburg-Wechselburg (1736–1768).
Am 30. Juni 1780 trat er als Lieutenant in das damalige 2. Infanterie-Regiment „Kurprinz“ ein. In diesem Regiment kaufte er dem Hauptmann Morawitzky eine Hauptmannstelle ab. Mit dem 12. Juni 1791 wurde Reuß zum Major im 6. Füsilier-Regiment „Pfalzgraf Wilhelm von Birkenfeld“ und mit dem 16. August 1793 zum Oberstleutnant im 1. Grenadier-Leib-Regiment befördert. Er war von 4. Juni 1796 bis 5. Oktober 1798 zum 4. Grenadier-Regiment versetzt und kehrte danach wieder zum 1. Grenadier-Leib-Regiment zurück.
Im Frühjahr 1800 wurden aus den Infanterieregimentern die Grenadiereinheiten herausgezogen und bataillonsweise zusammengestellt. Als Kommandeur von einem dieser Grenadierbataillone nahm er, der 1. Brigade unter Generalmajor von Deroy zugeordnet, am Feldzug gegen Frankreich teil. Am 27. Juni 1800 zeichnete er sich mit seinen Grenadieren im Gefecht bei Neuburg an der Donau besonders aus, sodass ihm mit Kabinettsorder vom 20. August 1800 das Militär-Ehrenzeichen verliehen wurde. Nach Beförderung zum Oberst im Leib-Regiment nahm Reuß an der unglücklichen Schlacht bei Hohenlinden am 3. Dezember 1800 teil. Obwohl er im Zuge der Kämpfe zu St. Christoph bei Wasserburg am Inn schwere Verluste hinnehmen und von den Franzosen nach heftigen Widerstand geworfen wurde, erwähnte General Zweybrücken ausdrücklich dessen vorzügliches Betragen.
Nach Friedensschluss wurde Reuß in die von Herzog Wilhelm in Bayern geleitete Kommission zur Verbesserung des gesamten Heerwesens nach Amberg berufen. Mit Ablauf des 20. Juni 1803 wurde er auf eigenes Ansuchen mit dem Charakter eines Generalmajors à la suite entlassen, aber am 8. Februar 1804 wieder einberufen und als Generalmajor zum Generaladjutanten der Infanterie beim Kurfürsten ernannt.
Am 1. März 1806 wurde Reuß das Kommandeurkreuz des Militär-Max-Joseph-Ordens verliehen. Im selben Jahr wurde er nach Paris beordert. Am 25. März 1807 wurde er zum Chef des Generalstabs des Oberkommandos der 2. Division ernannt und nahm als solcher am Krieg gegen Preußen und Russland teil. Mit dem 1. Januar 1811 zum Generalleutnant befördert, verblieb er bis Ende 1815 als Generaladjutant. Zwischenzeitlich war Reuß 1813 mit dem Großkreuz des Verdienstordens der Bayerischen Krone beliehen worden. Seit 8. Dezember 1815 auf eigenen Wunsch pensioniert, wurde er am 17. März 1818 wieder in seiner vorherigen Dienststellung reaktiviert. Gemäß allerhöchster Entschließung wurde er zum Kapitular des Ritterordens vom Hl. Rupert ernannt und am 11. Februar 1824 zum General der Infanterie unter Beibehaltung seiner bisherigen Stelle befördert.
1840 folgte Heinrich LII. als Graf Reuß zu Schleiz-Köstritz, nachdem seine älteren Brüder Heinrich XLVII. und Heinrich XLIX. ohne Nachkommen gestorben waren.
Kurz nach dem Tode Max I. Josephs reichte Reuß zum dritten Mal ein Pensionsgesuch ein, dem mit allerhöchstem Signat stattgegeben wurde. Er erhielt dabei das Recht, die Generaladjutanten-Uniform weiter tragen zu dürfen. Auf Befehl Ludwigs I. vom 27. März 1841 war die Bezeichnung Feldzeugmeister statt General der Infanterie zu verwenden.
Feldzeugmeister Graf Reuß starb am 23. Februar 1851 an den Folgen einer Lungenentzündung in München, unverheiratet und kinderlos. Er wurde am 26. Februar 1851 nach Dötting verbracht und in der Döttinger Familiengruft bestattet. 
Als Graf Reuß zu Schleiz-Köstritz folgte ihm der Sohn seines jüngeren Bruders Heinrich LV., Graf Heinrich LXXIII. (1798–1855) nach.

## Ehrungen
- Die Vorwerke XV und XVI der Festung Germersheim erhielten am 26. März 1842 den Namen „Reuß“.
- In Germersheim gibt es zudem eine nach den Vorwerken benannte Reußstraße.